# Arantar
Arantar (quenya: «Alto Rey»), quinto Rey de Arnor, es un personaje ficticio perteneciente al legendarium del escritor británico J. R. R. Tolkien. Nacido en el año 185 T. E., Arantar era un dúnadan, hijo de Eldacar, el cuarto Rey de Arnor. Su reinado duró 96 años (339-435 T.E) y tras 250 años de vida, muere en el año 435 T. E., siendo sucedido por su hijo Tarcil.

## Reinado
Nacido en Annúminas en 185 T. E, sucedió a su padre Eldacar en el trono de Arnor a la muerte de este en el 339 T.E. Nada se sabe de su reinado pues en los Anales de los Reyes no figura ningún suceso relevante durante su reinado. Por ello probablemente tuviera un reinado pacífico.

«Después de Elendil e Isildur hubo ocho Altos Reyes en Arnor.»
«Anales de los Reyes y Gobernantes», en los Apéndices de El Señor de los Anillos.

Los únicos datos que figuran en los apéndices sobre los ocho Altos Reyes de Arnor son: La mayoría de Edad de Valandil, cuarto hijo de Isildur y abuelo de Arantar, ocurrida en el 10 T.E. La muerte violenta pero no explicada del Rey Valandur bisnieto de Arantar, ocurrida en el año 652 T.E. Y por último, la división del reino de Arnor en tres partes (Arthedain, Cardolan y Rhudaur), acaecida tras la muerte del rey Eärendur en el año 861 T.E